# Wohnhausgruppe Keplerstraße
Die Wohnhausgruppe Keplerstraße befindet sich in Bremen, Stadtteil Östliche Vorstadt, Ortsteil Fesenfeld, Keplerstraße 9 bis 36 und entstand 1870 bzw. 1894 und um 1905. Die Gebäudegruppe steht seit 1975 unter Bremer Denkmalschutz.
Die kurze Keplerstraße führt in Nord-Süd-Richtung von der Feldstraße zur Humboldtstraße. Sie wurde 1868 angelegt und benannt nach dem Philosoph, Mathematiker und Astronom Johannes Kepler (1571–1630).

## Geschichte
Die verputzten zumeist zweigeschossigen Wohnhäuser wurden 1870 bzw. 1890 und 1905 in der Epoche des Historismus und der Jahrhundertwende für eine Mittelschicht erbaut; die Planer sind nicht bekannt.

Zu dem Ensemble gehören die Häuser
- Nr. 10, 12, 16, 18, 20, 22, 24, 26, 28, 30, 32 und 36 von 1870;
- Nr. 21, 23, 25 und 27 von 1894;
- Nr. 9, 11, 13, 15 und 19 von 1905.

Die Häuser 10, 12, 16 und 28 sind außerdem als Einzeldenkmal geschützt. Die Häuser Nr. 14, 17 und 34 sind Bestandteile ohne eigenen Denkmalwert.
Aktuell (2018) werden die Gebäude weitgehend als Wohnhäuser genutzt.
Der gewählte Häusertyp Bremer Haus wurde in Bremen zwischen der Mitte des 19. Jahrhunderts und den 1930er Jahren errichtet. Typisch ist dabei das Souterrain als Tiefparterre, die tiefe Gebäudeform und der seitliche Eingang.

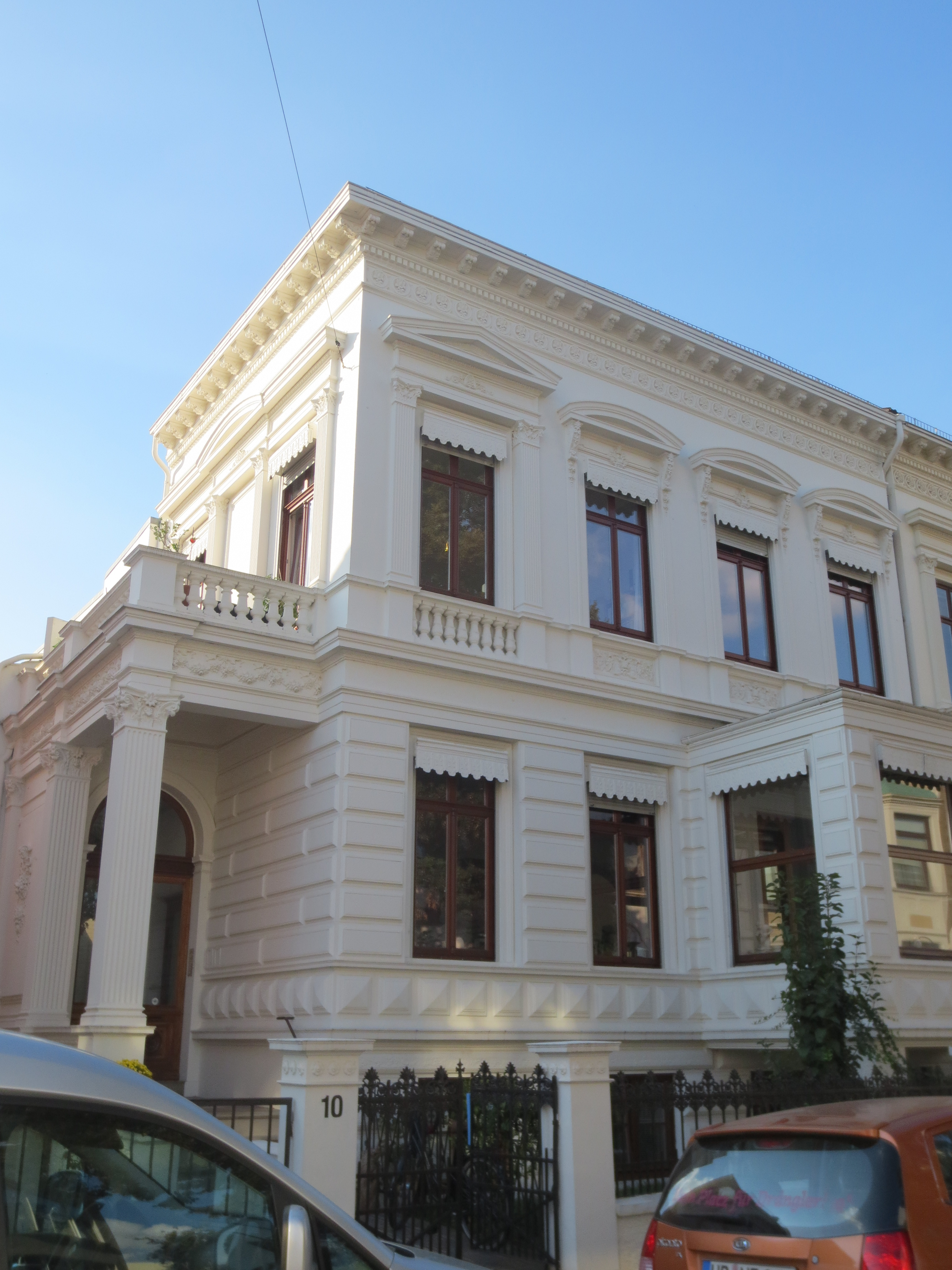
Nr. 10
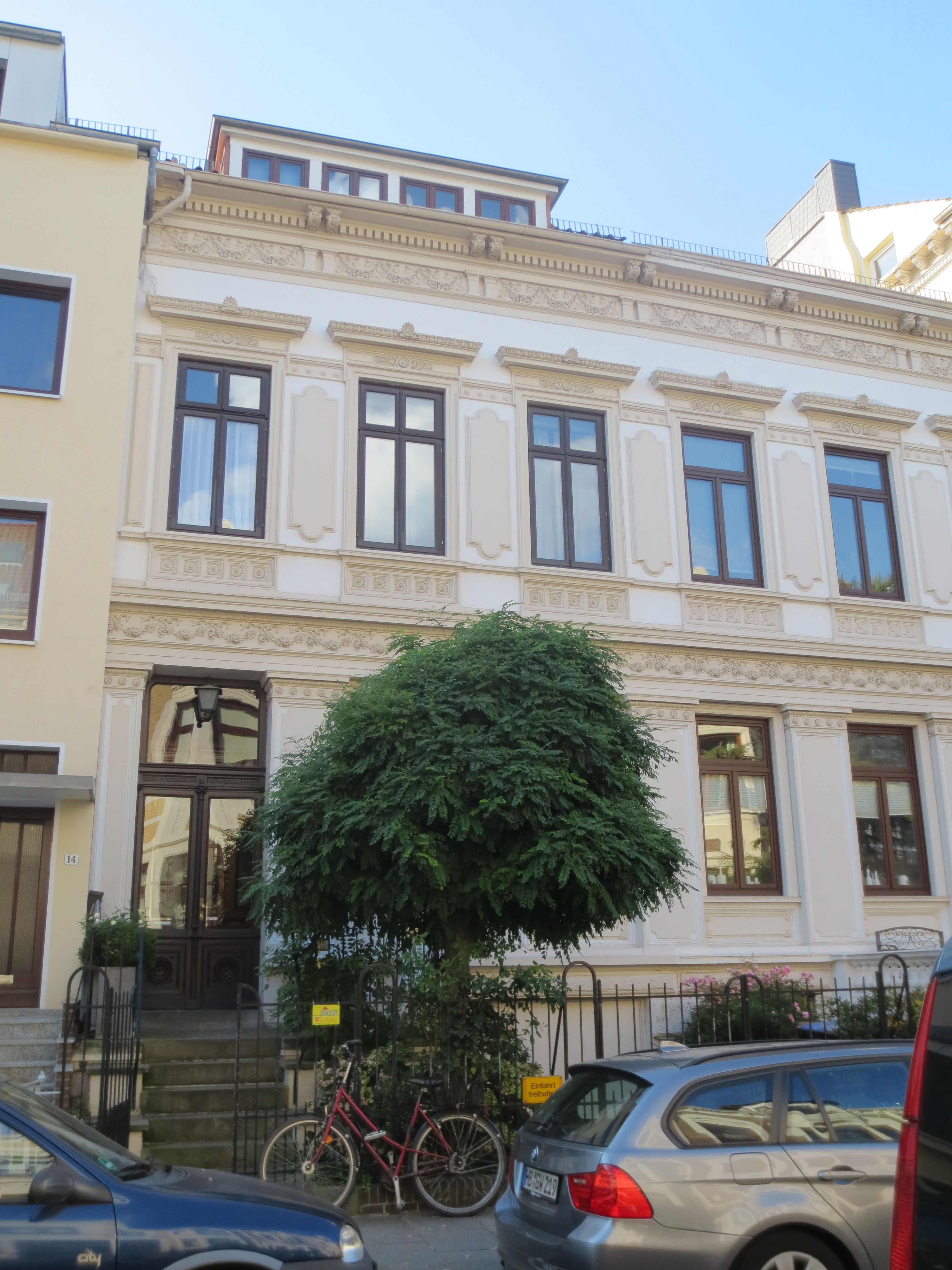
Nr. 16
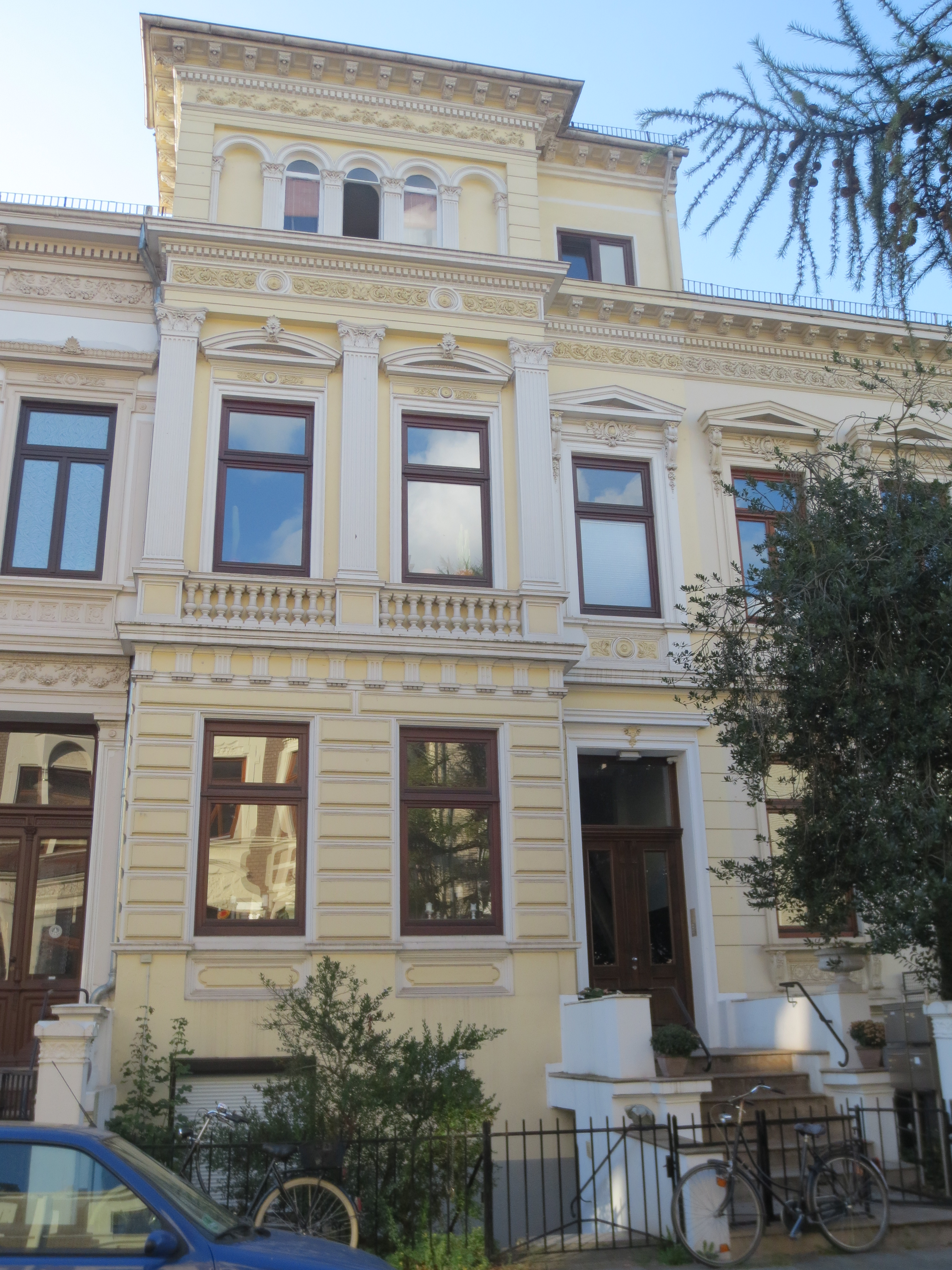
Nr. 20
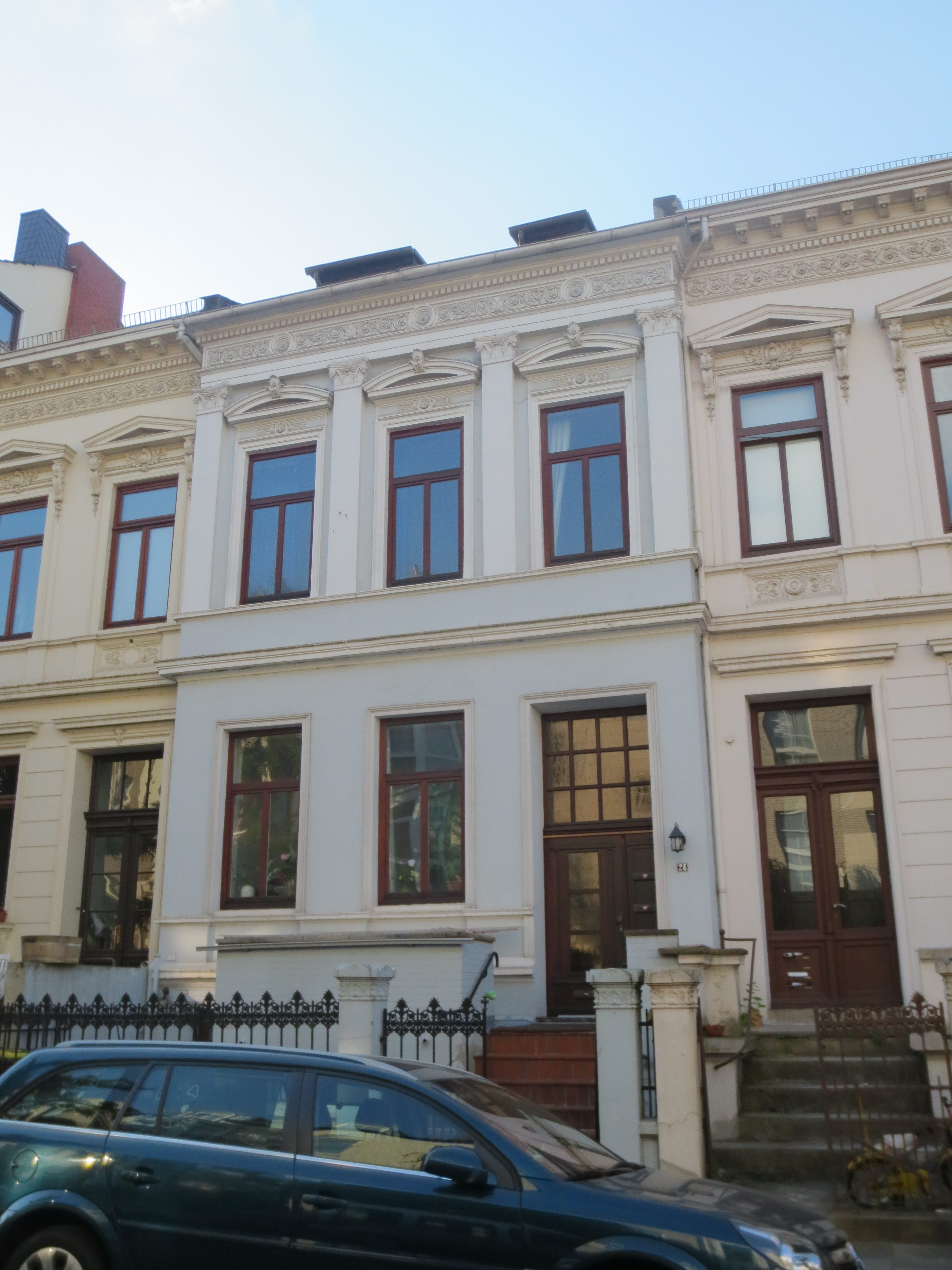
Nr. 24
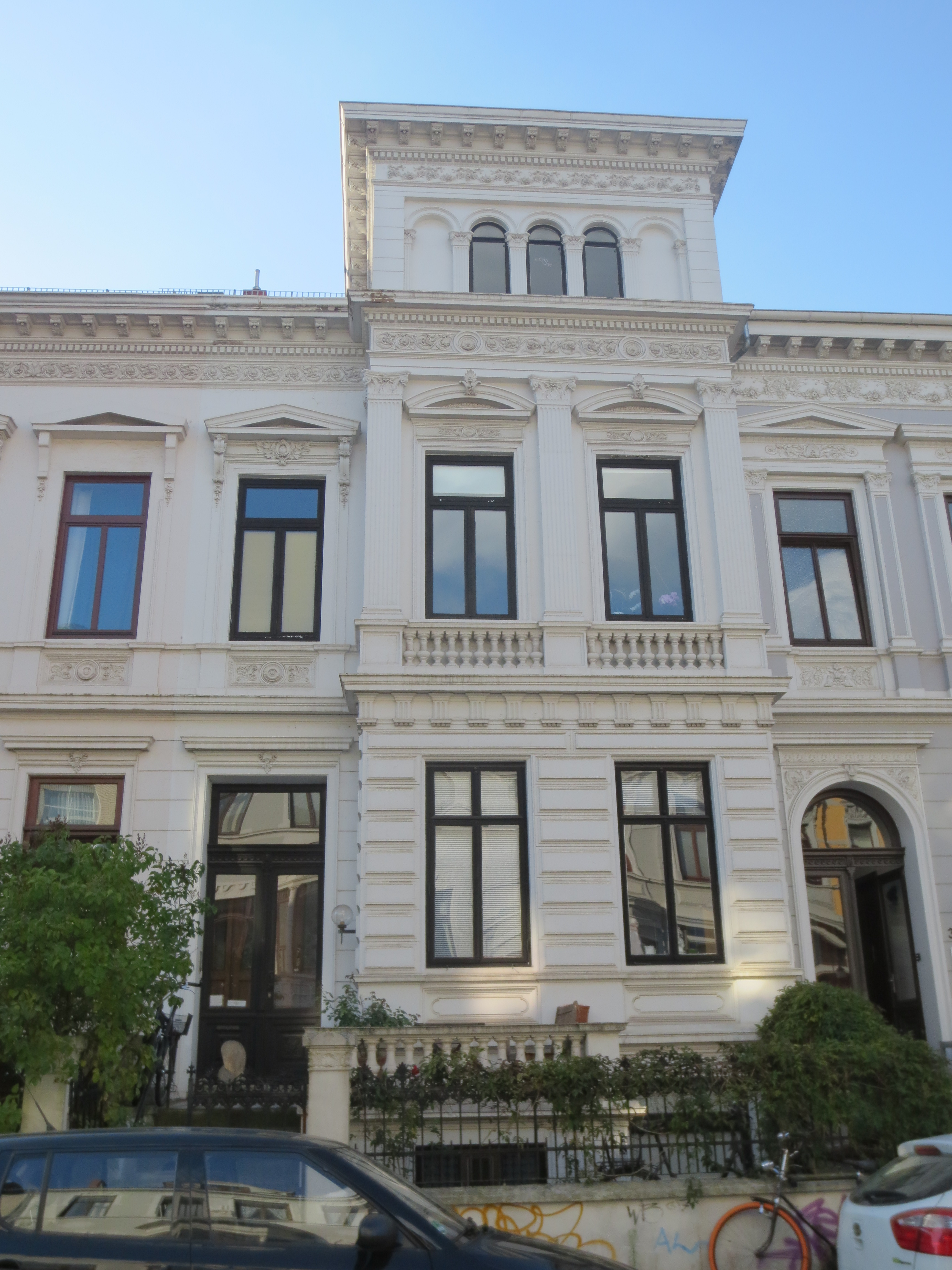
Nr. 28
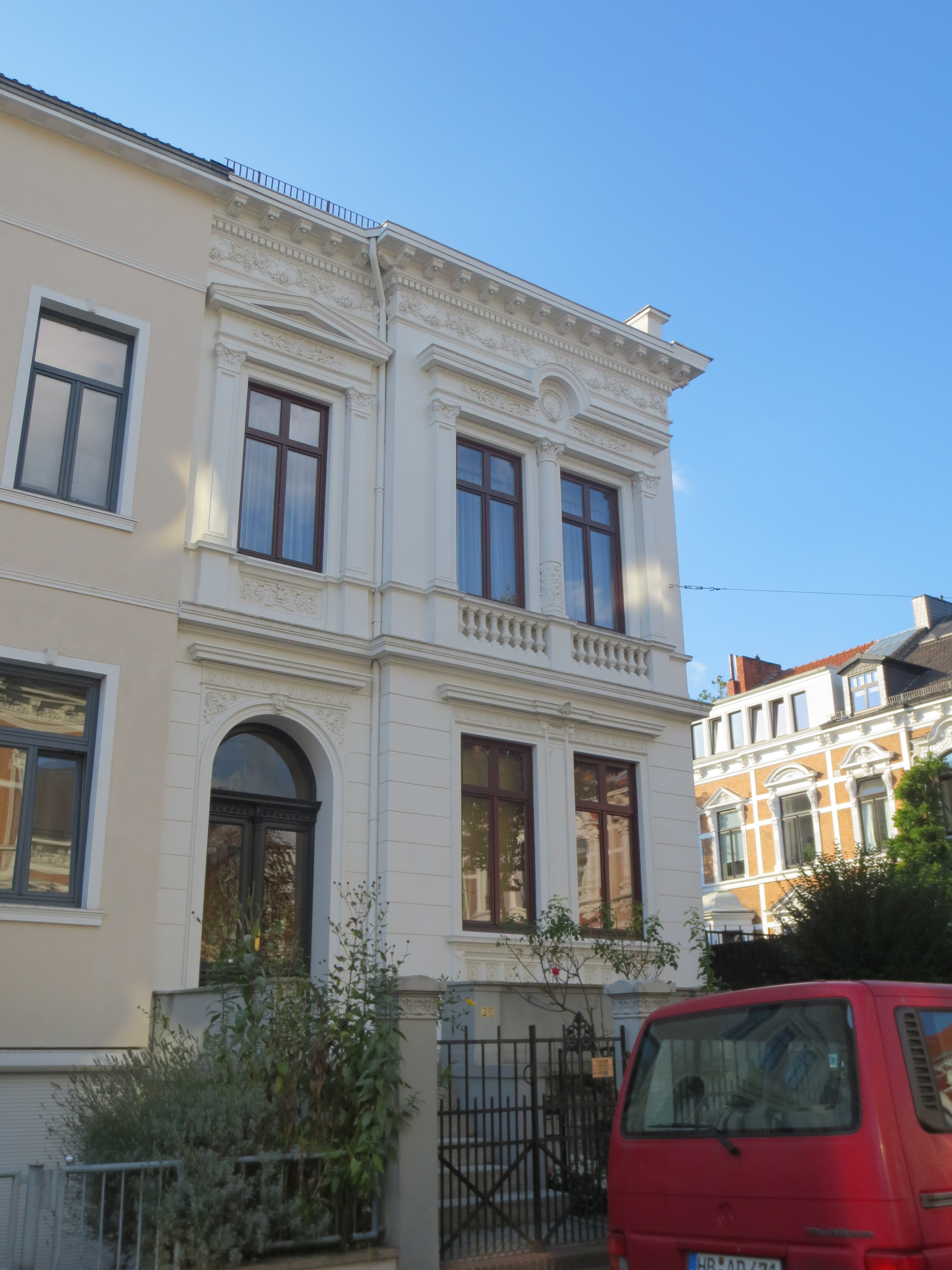
Nr. 36